# 평창 월정사 육수관음상
월정사 육수관음상(月精寺 六手觀音像)은 강원특별자치도 평창군, 신라 선덕여왕 12년(643)에 자장율사가 창건한 월정사에 모셔진 보살상이다. 1976년 6월 17일 강원특별자치도의 유형문화재 제53호로 지정되었다.

## 개요
신라 선덕여왕 12년(643)에 자장율사가 창건한 월정사에 모셔진 보살상으로, 현세에서 자비로 중생을 구제한다는 의미를 지닌 관음보살을 표현한 작품이다. 손이 왼쪽과 오른쪽 어깨에 각각 3개씩 모두 6개가 달려 있어 6수(六手) 관음보살로 불리고 있다.
머리에 쓰고 있는 높은 보관(寶冠)에는 꽃무늬와 불꽃 모양의 구슬이 새겨져 있으며, 앞면에는 작은 부처가 새겨져 있다. 양 어깨에는 땋은 것 같은 두가닥의 머리카락이 늘어져 있고, 노출된 가슴에는 구슬장식이 달린 목걸이가 길게 표현되었다. 6개의 손목에는 정교한 팔찌가 끼워져 있다.
가냘픈 모양의 불신은 상체에 비해 하체가 살이 쪘고 무릎 폭이 넓다. 무릎을 덮고 있는 옷주름의 표현은 투박하고 형식화되었다. 대좌(臺座)는 불상의 윤곽을 따라 타원형으로 되었으며, 윗부분에는 활짝핀 연꽃무늬를, 아랫부분에는 엎어진 연꽃무늬를 새기고 있다.
만든 방법이 뛰어나지는 않지만 6개의 손이 어색하게 표현되지 않는 등 전체적으로 균형미가 있는 조선시대의 보살상이다.

## 같이 보기
- 월정사

## 참고 문헌
- 월정사육수관음상 - 국가유산청 국가유산포털